# 魅せたい女
『魅せたい女』（みせたいおんな）は、石川欣監督の日本映画。2023年12月5日劇場公開。

## 概要
「OP PICTURES+フェス2023」作品の1本として劇場公開。2023年12月8日には『ヌギヌギパニック 脱ぎたい女』のタイトルでR18版が劇場公開。

## ストーリー
やっとありついた工場の夜間警備のバイト初日に、忍び込んだ何者かを捕まえた恋二郎。しかしそれは「露子」と名乗る女だった。露出壁のある露子に一目ぼれしたは恋二郎は、彼女を家に同居させることを決意。しかし街へ出かけると際どい服装で男を誘惑してしまい、加えてすぐに服を脱ごうとする露子。恋二郎は、何とか彼女の性癖を治そうと奮闘する。最初は不思議に見えた露子の行動であったが、その本性が次第に明らかになっていく。

## 登場人物
露子
演 - 朝倉ここな
三浦常羽
演 - きみと歩実
遮那子
演 - 永澤ゆきの
恋二郎
演 - 重松隆志
セイヤ
演 - 稲田錠
三浦潤之介
演 - 小滝正大
ヤコブ
演 - 加賀谷圭
工場長
演 - 末永賢
アトリエの先生
演 - 森川凜子

## スタッフ
- 監督・脚本・編集・ギター演奏：石川欣
- プロデューサー：髙原秀和
- 撮影監督：田宮健彦
- 録音：百瀬賢一
- 助監督：森山茂雄、末永賢、小泉剛
- 制作進行：今川健吾
- スチール：本田あきら
- 撮影助手：井口光穂
- 整音：竹内雅乃
- 仕上げ：東映ラボ・テック
- 制作：ラブパンク
- 提供：オーピー映画